# 麥田出版
麥田出版，台灣出版事業體城邦文化旗下的一支出版部門，旗下商品分文學、人文、歷史、軍事、生活五大書系。

## 旗下作家
子敏、吳念真、鄭清文、歐陽林、小野、葉姿麟、張曼娟、吳淡如、柳美里、渡邊淳一、張維中、孫梓評、舞鶴、鄭栗兒、南宮搏、江國香織、張亦絢、朱振藩

## 得獎書籍

### 1990年代
- 金鼎獎優良圖書推薦獎︰《悲情布拉姆斯》、《遺恨傳奇》
- 年度圖書出版金鼎獎︰《古都》、鄭清文短篇小說全集
- 《中國時報》【開卷】十大好書︰《活著》、《強悍而美麗》、《塔尼歐斯巨岩》、《極端的年代》、《長恨歌》、《古都》、《知識分子論》、《十九世紀三部曲》、《中東》
- 《聯合報》【讀書人】文學類最佳書獎︰馮內果作品集、《威尼斯日記》、《強悍而美麗》、《紀實與虛構》、《古都》、《知識分子論》、《如何現代 怎樣文學》
- 《聯合報》【讀書人】非文學類最佳書獎：《殖民地台灣》
- 美國桐山環太平洋書卷獎：鄭清文短篇小說全集

### 2000年代
- 90年代最有影響力的中國作品：《長恨歌》、《許三觀賣血記》、《活著》
- 《明日報》讀者票選十大好書：《童年憶往》
- 《明日報》本土十大好書：《餘生》
- 台北文學獎散文類：《迷蝶誌》
- 台北文學獎小說類：《古都》、《微醺彩妝》、《餘生》
- 《中央日報》中文創作類十大好書：《入侵台灣》、《迷蝶誌》、《遣悲懷》
- 《中國時報》開卷十大好書：《餘生》、《人類的主人》、《遍地風流》、《富萍》
- 《聯合報》讀書人最佳書獎非文學類：《德勒茲論傅柯》
- 《聯合報》讀書人最佳書獎文學類：《餘生》、《檀香刑》、《遣悲懷》、《眾聲喧嘩以後》
- 金石堂2001年十大最具影響力的書：《遣悲懷》

## 事件
2022年1月，麦田出版推出了中国大陆学者曹雨的著作《激辣中国》（中国大陆版题为《中国食辣史》），但台版中疑似将书中的“大陆”一词批量转换为“中国”，以至于出现了“哥伦布发现新中国”“印度次中国”之类的字句。原作者曹雨对此不满，表示该书在中国大陆出版时已被删去涉及中国红色政治的章节，结果在台湾也遭到篡改，是不尊重作者和不尊重读者的行为。其后麦田出版公开致歉，表示将收回重制。

## 外部連結
- 城邦讀書花園｜麥田出版書目 （页面存档备份，存于）
- 城邦讀書花園｜麥田出版書目 2012